# الدوري الجنوبي لكرة القدم 1897–98
الدوري الجنوبي لكرة القدم 1897–98 (بالإنجليزية: 1897–98 Southern Football League)‏ هو موسم من الدوري الجنوبي الممتاز. فاز فيه نادي ساوثهامبتون.